# Église Saint-Rémy de Droizy
L'église Saint-Rémy est une église située à Droizy, en France.

## Localisation
L'église est située sur la commune de Droizy, dans le département de l'Aisne.

## Historique
Le monument est inscrit au titre des monuments historiques en 1927.

## Galerie d'images

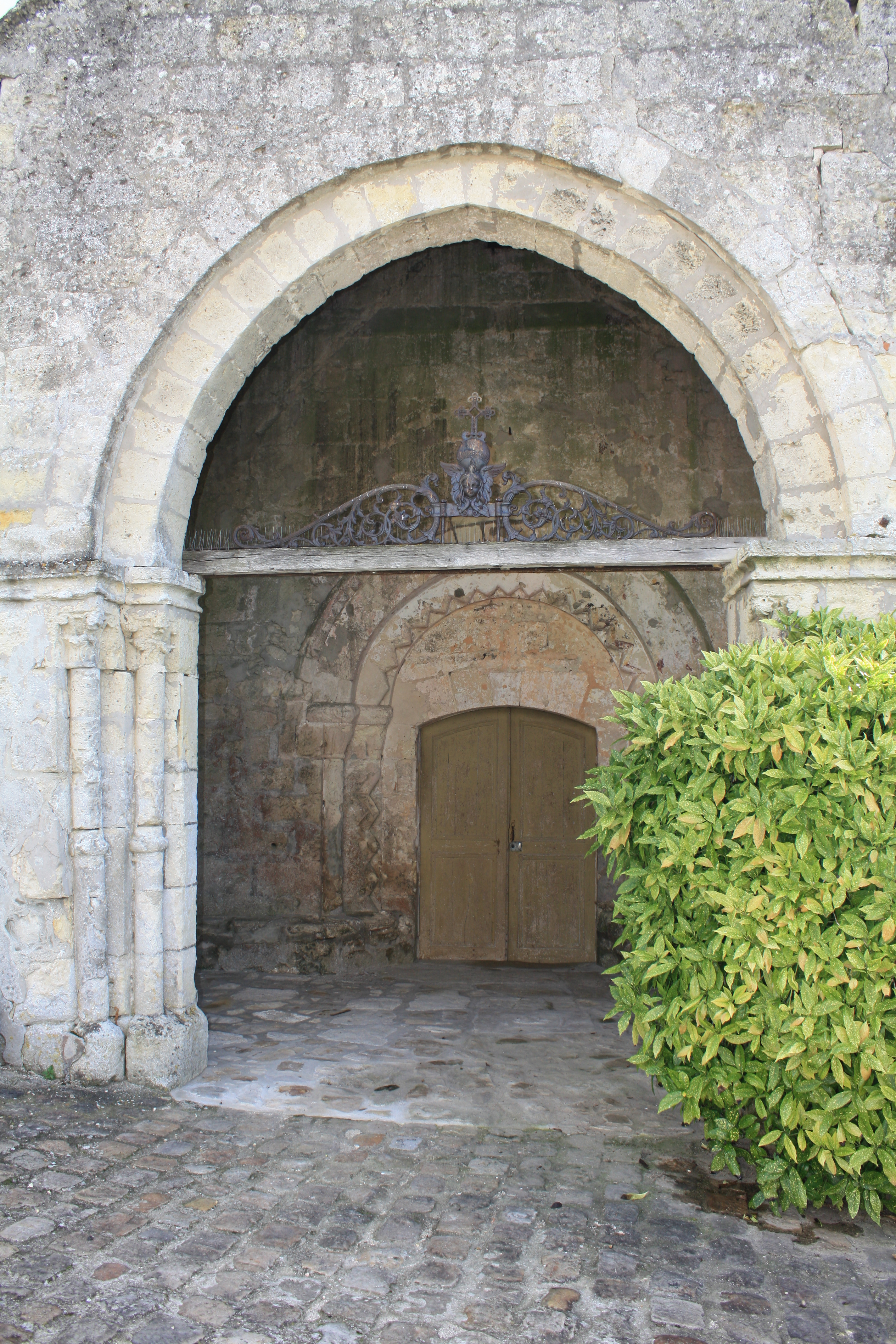
Entrée.
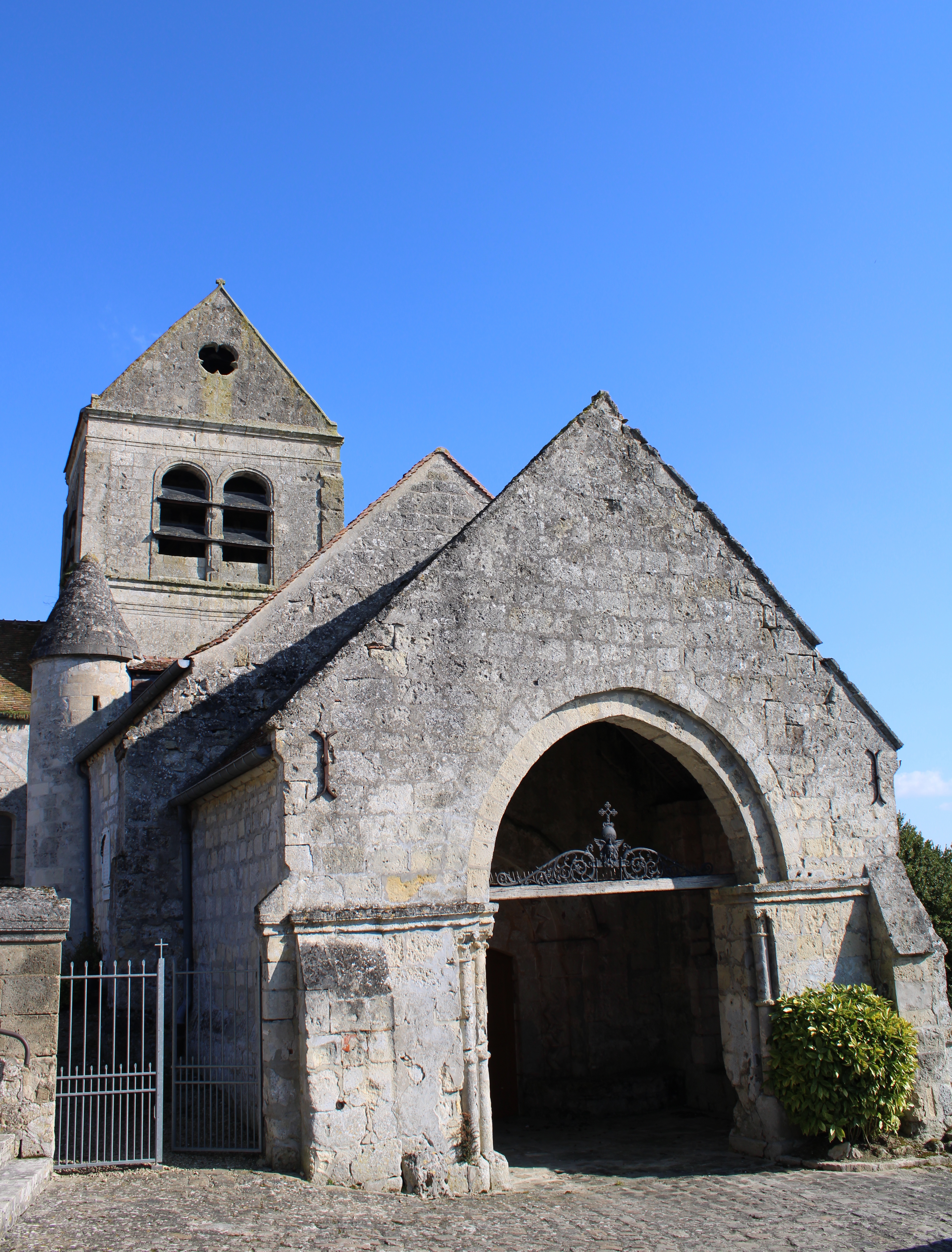
Façade de l'église et son porche couvert.
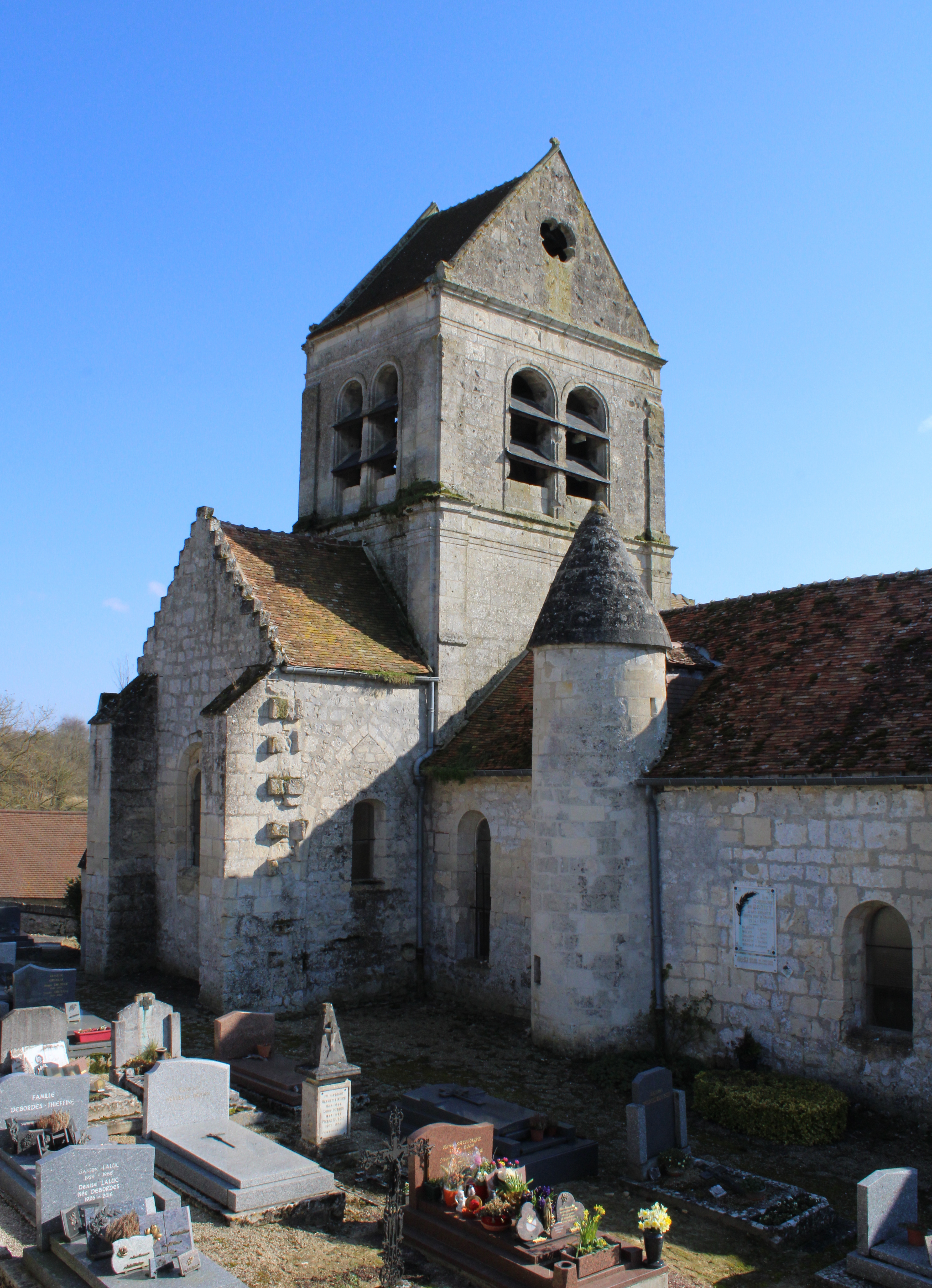
Vue côté cimetière.
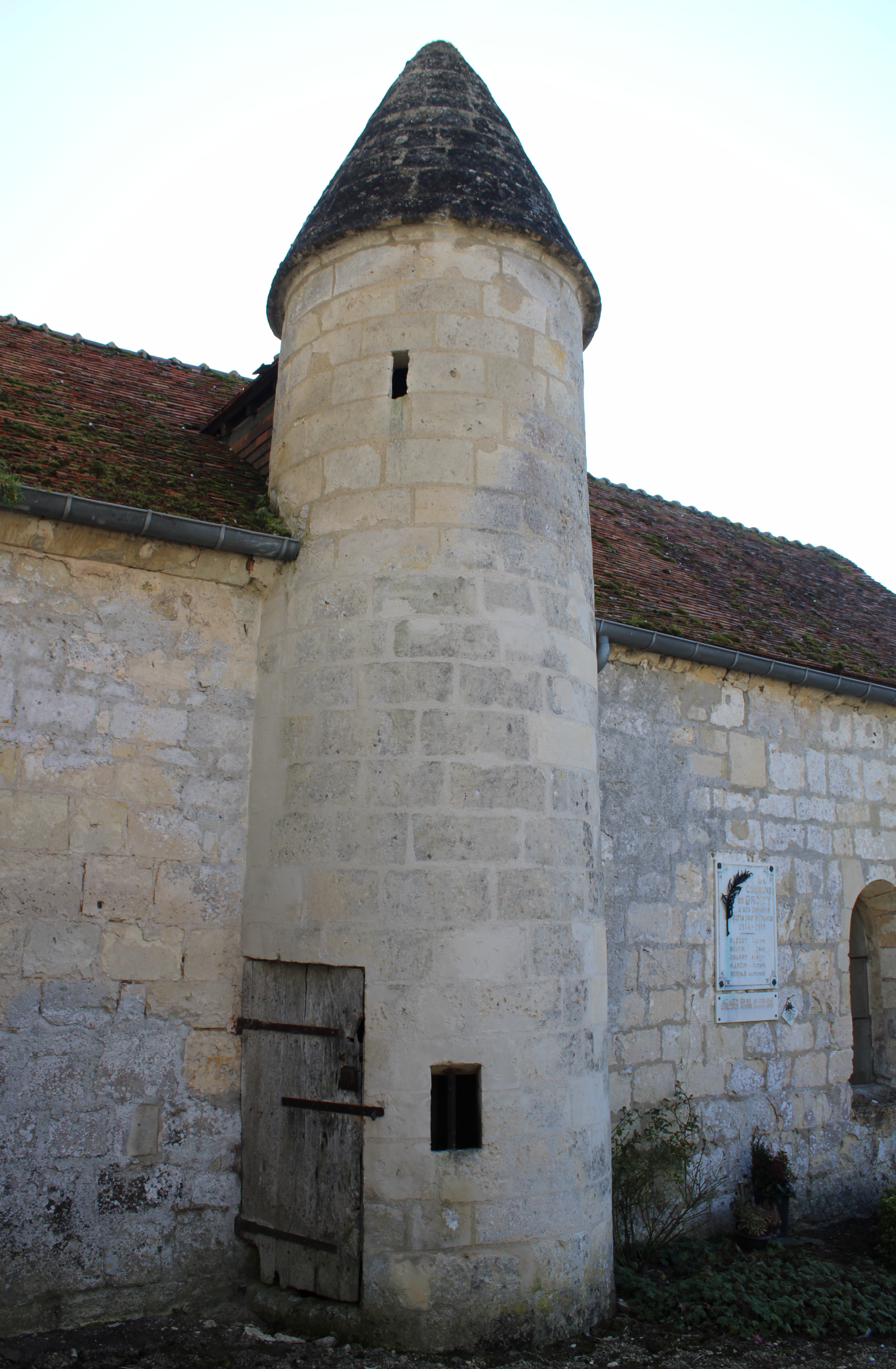
La tourelle avec son accès extérieur.
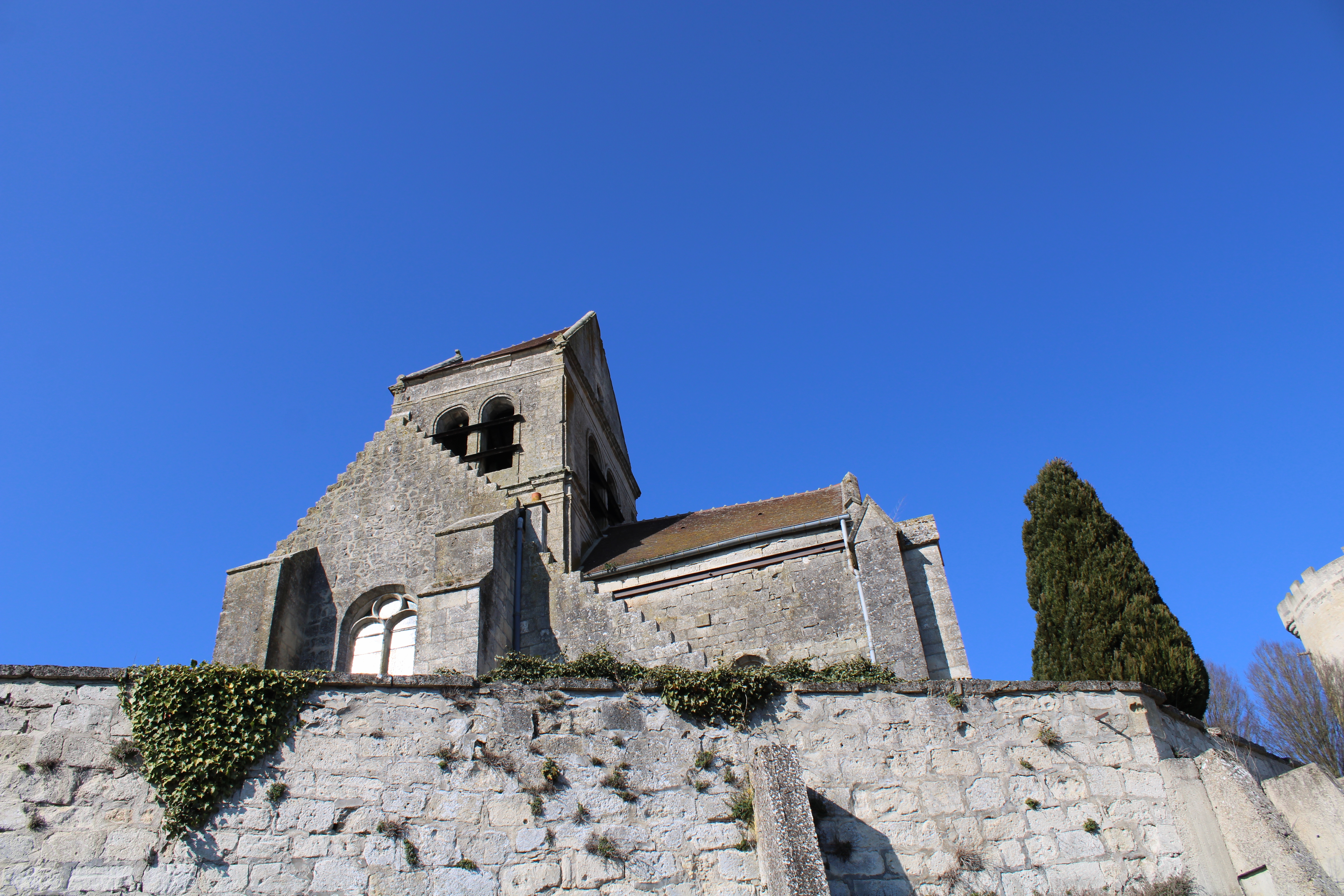
Vue des contreforts de l'église.